# Ibis cu cioc îngust
Ibisul cu cioc îngust (Plegadis ridgwayi) este o specie de pasăre din familia Threskiornithidae. Se găsește în  Argentina, Bolivia, Chile și Peru. Habitatele sale naturale sunt mlaștinile și lacurile, iar cea mai mare parte a zonei sale de acoperire se află în zonele muntoase andine, inclusiv altiplano, însă local apare până la nivelul mării. A fost domesticit de populația Uru pentru carne și ouă.

## Galerie

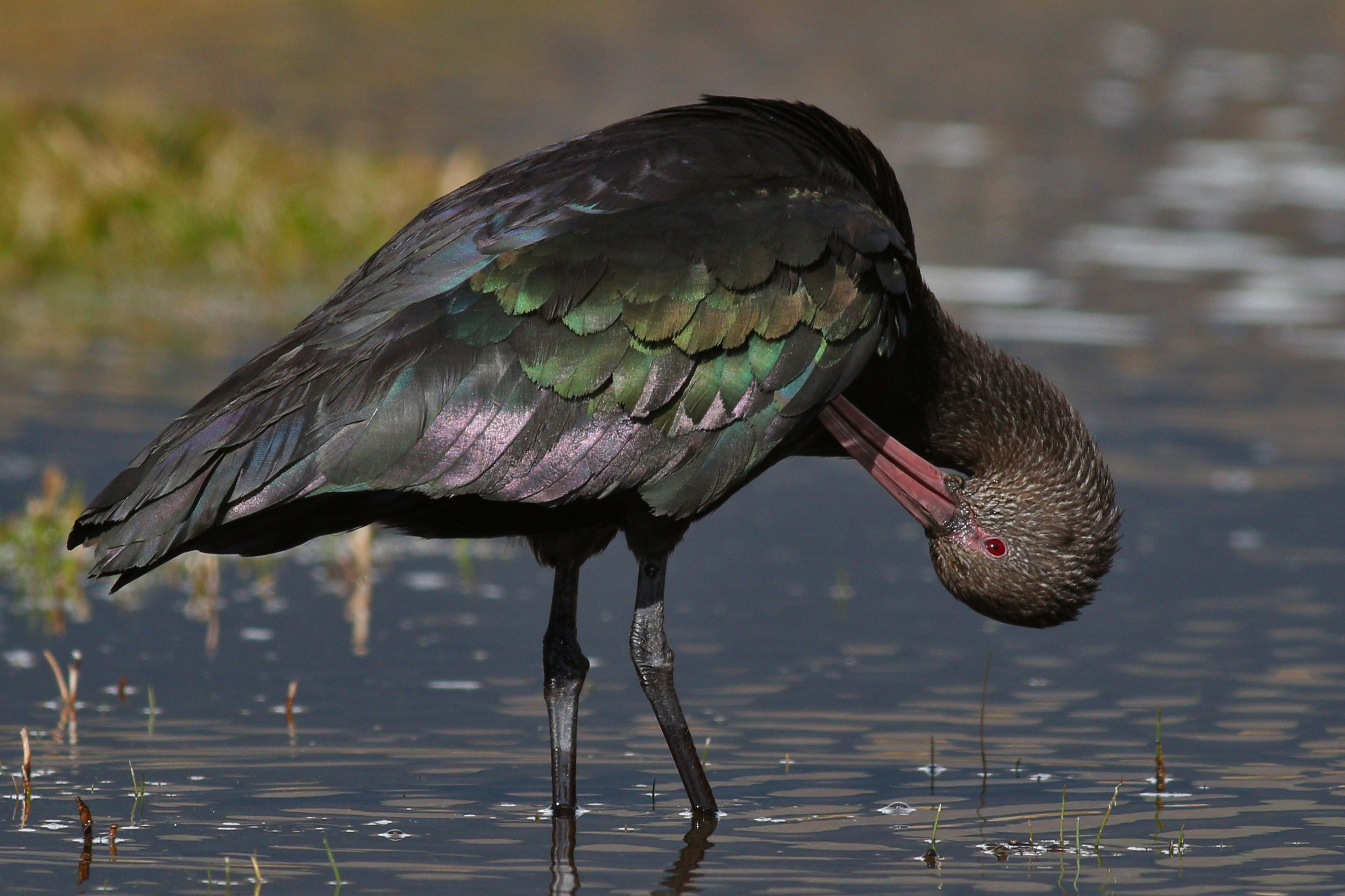
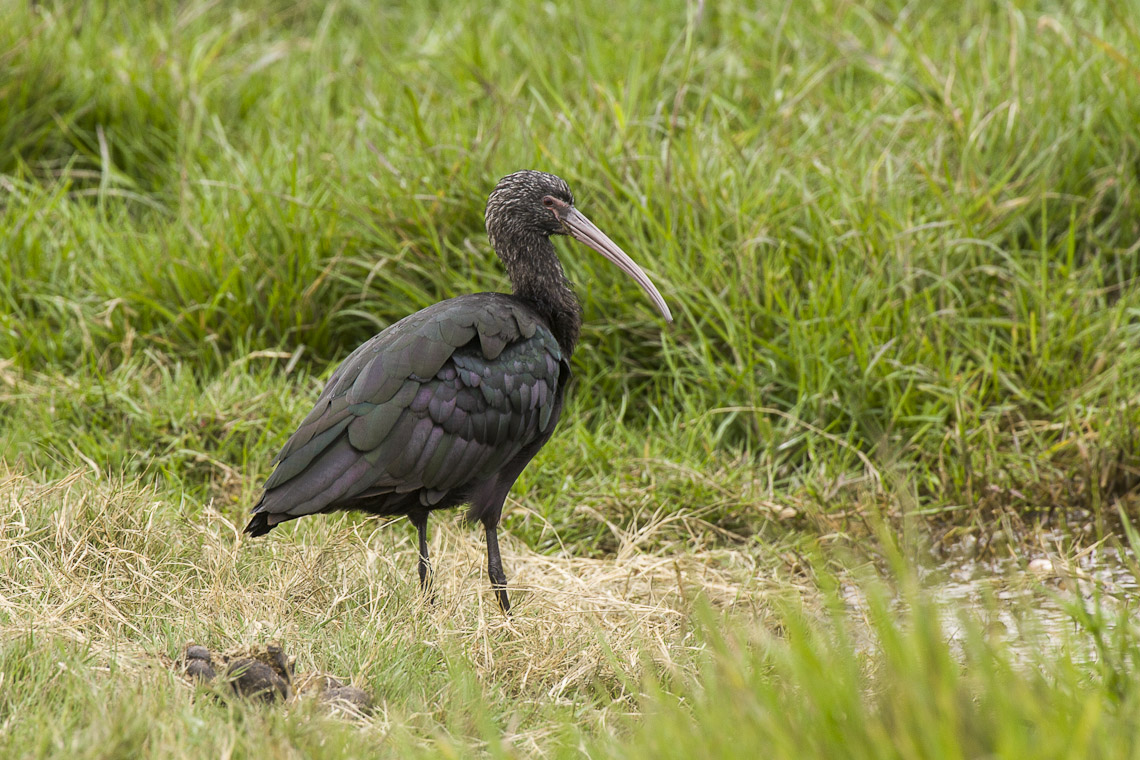